# AVIC Dark Sword

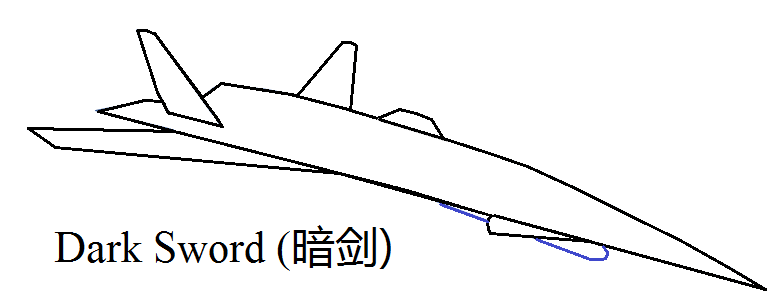
Dibujo de un Dark Sword.

El AVIC Dark Sword (chino:暗剑; pinyin: Àn Jiàn, en español: "Espada Oscura") es un vehículo aéreo de combate no tripulado supersónico furtivo de la República Popular China. Está siendo desarrollado por la Corporación de Shenyang Aircraft Design Institute de China para funciones de superioridad aérea o ataque profundo. Su uso como compañero de ala autónomo para aviones tripulados también puede ser un objetivo.